# Kraan
Kraan est un groupe allemand de jazz rock, originaire d'Ulm.

## Histoire
Kraan est formé en 1970 à Ulm. Auparavant, les frères Peter Wolbrandt (né le 29 octobre 1949 à Krefeld) et Jan Fride (né le 8 mars 1952 à Düsseldorf) avaient joué dans divers groupes de jazz et réussissent à convaincre Hellmut Hattler (né le 12 avril 1952 à Ulm) de fonder avec eux le groupe Inzest en 1968. Johannes « Alto » Pappert (saxophone) était à l'époque en tournée avec un groupe de soul rock et, à la recherche de nouveaux défis musicaux, les rejoint en 1971.
Le troisième album Andy Nogger se vend à 120 000 exemplaires. L'œuvre est sortie en Autriche, en Suisse, aux Pays-Bas, en Amérique du Nord, en Australie, en Grande-Bretagne et en Scandinavie. Quatre semaines seulement après sa sortie en Amérique, l'album se classe déjà à la neuvième place des LP les plus diffusés sur toutes les chaînes américaines ; pour le magazine Musikexpress, il était le « disque de l'année ».
En octobre 1974, Conny Plank avait enregistré le double album Kraan Live lors de concerts au Quartier Latin de Berlin. Il reçoit de bonnes critiques et est considéré comme l'un des albums de jazz rock les plus remarquables de l'époque. Un nouveau venu, Ingo Bischof (clavier), jouait déjà en parallèle et devient membre officiel en 1975.
Le 9 novembre 2013, le groupe donne son concert d'adieu à Neuss. Une semaine plus tard, les musiciens annonçaient déjà sur Facebook un concert au Burg-Herzberg-Festival 2014 et au Finki Open Air 2014 à Finkenbach (Oberzent) dans l'Odenwald. Ingo Bischof décède en 2019.
Fin 2020, un nouvel album studio intitulé Sandglass est publié à l'occasion de l'anniversaire du groupe. Le 13 août 2022, Kraan donne un concert au festival de Finkenbach, au cours duquel des morceaux de son dernier album Sandglass sont présentés.

## Discographie
- 1972 : Kraan
- 1973 : Wintrup
- 1974 : Andy Nogger
- 1975 : Kraan Live
- 1975 : Let It Out
- 1977 : Wiederhören
- 1977 : Kraan Starportrait (best of)
- 1978 : Flyday
- 1980 : Tournee
- 1982 : Nachtfahrt
- 1982 : Wintruper Echo/Faust 2000 (single)
- 1983 : X et 2 Schall-Platten (best of)
- 1983 : 2 Schall-Platten (best of)
- 1988 : Kraan Live 88
- 1989 : Dancing in the Shade
- 1991 : Soul of Stone
- 1998 : The Famous Years Compiled (best of)
- 2001 : Live 2001
- 2001 : Berliner Ring
- 2003 : Through
- 2007 : Psychedelic Man et Psychedelic Man Special Edition avec le DVD Live at Finkenbach Festival 2005
- 2010 : Diamonds
- 2017 : Live at Finkenbach Festival 2005
- 2018 : The Trio Years (CD et LP)
- 2019 : The Trio Years - Zugabe!
- 2020 : Sandglass (100e des charts allemands[4])
- 2023 : Porta Westfalica 1975